# Лужки (Могилёвский район)
Лужки (бел. Лужкi) — деревня в составе Пашковского сельсовета Могилёвского района Могилёвской области Республики Беларусь.

## География
Деревня Лужки расположена северо-западнее Могилёва, на реке Лахва, между Селищем и Заболотьем.

## История
Решением Могилёвского областного исполнительного комитета № 8-32 от 30 апреля 1998 года «О внесении изменений в административно-территориальное деление области» Лужки-1 и Лужки-2 Пашковского сельсовета Могилевского района объединены в один населённый пункт с присвоением ему наименования Лужки. Деревни Лужки-1 и Лужки-2 исключены из учётных данных.
В 2007 году деревня включена в пригородную зону города Могилёва.